# 堀島行真
堀島 行真（ほりしま いくま、1997年12月11日 - ）は、日本のフリースタイルスキー選手。専門はモーグル。トヨタ自動車所属。妻は同じくフリースタイルスキー選手の住吉輝紗良。

## 経歴・人物
岐阜県揖斐郡池田町出身。生後1年でスキー好きの両親の影響を受けてスキーを始める。初心者パークからスキーに熱中するようになり、小学校4年次で本格的にモーグルを始めるようになる。小学校5年次で初めて大会に出場したが完走することが出来なかったために「一番を目指す!」と心に誓い、モーグルに益々熱中して行った。
実姉もモーグル選手であり、行真が池田町立池田中学校3年次の時には、2012年夏の全日本ウォータージャンプ選手権（全日本スキー連盟公式競技）ビッグエアで行真が優勝、姉が準優勝という結果も出している。
岐阜第一高等学校に入学後は、高校2年次の世界ジュニア選手権デュアルモーグル7位入賞を果たし、3年次の2015-2016 FIS（国際スキー連盟）フリースタイルスキー・ワールドカップ開幕戦（フィンランド・ルカ）デュアルモーグルで3位に入り、ワールドカップ初表彰台入りを果たす。このシーズンではFIS公認とも言えるルーキー・オブ・ザ・イヤーにも選出された。
2016年に中京大学スポーツ科学部に入学。2016-2017シーズンでは2017年アジア冬季競技大会（札幌市）日本選手団入りし、モーグル2種目（シングル・デュアル）でそれぞれ優勝（金メダル）を獲得した。そしてシーズン最大の目標である 2017年フリースタイルスキー&スノーボード世界選手権（スペイン・シェラネバダ）に日本代表として出場、予選から好調で自己最高の91.08点を出して1位で決勝ラウンドへ進出、決勝ラウンド1回目を2位で通過すると、決勝ラウンド2回目（ファイナル6）では5番滑走でスタート、88.54点をマーク、第一人者のミカエル・キングズベリーらを抑え、世界選手権初出場にして金メダルを獲得した。
さらに翌日行われたデュアルモーグルでトーナメント3回戦のミカエル・キングスベリーとの直接対決を21 - 14で制し、ブラットリー・ウィルソンとの決勝では第1エアを飛んだ直後に転倒するも相手が第2エア手前で転倒する幸運に恵まれ、結果20 - 15で制し金メダルを獲得した。モーグルがシングルとデュアルの2種目となった1999年以降で男子史上初となる2冠を達成した。日本人選手としても2009年の上村愛子以来2人目となる快挙となった。
また、自身の使用ウェアはオンヨネ製で堀島 行真専用モデルを着用。グローブはトーバート製である。
2018年平昌オリンピックのフリースタイルスキー競技男子モーグルでは転倒により11位に終わった。
中京大学卒業後は、トヨタ自動車に所属。
2022年北京オリンピックのフリースタイルスキー競技男子モーグルで銅メダルを獲得した（同大会で日本勢初のメダル）。